# TA3
TA3 je soukromá televizní stanice na Slovensku, která vysílá 24 hodin denně zpravodajské a publicistické pořady. Oficiálně vysílá od 23. září 2001. První mimořádné vysílání se však uskutečnilo už 11. září 2001 při příležitosti útoku na Světové obchodní centrum.
TA3 vysílá v celoplošném multiplexu DVB-T, na satelitu, na internetu a v některých kabelových sítích na Slovensku i v České republice.